# 韩卫民 (总参军训部)
韩卫民（1919年—1999年9月20日）山西榆社人，中国人民解放军总参谋部军训部副部长。

## 生平
1936年11月，参加中国共产党领导的革命工作。1943年1月，加入中国共产党。历任连指导员，团副参谋长，空军某航校参谋长，中国人民解放军总参谋部军训部副部长，中国人民解放军总参谋部军训部顾问等职。
文革期间，铁道部军管会副主任朱互宁调离中华人民共和国铁道部后，1967年11月15日中共中央决定韩卫民（时任中国人民解放军总参谋部军训部副处长）为铁道部军管会副主任。
1999年9月20日，韩卫民在北京病逝，享年80岁。